# Francesco Tiberi

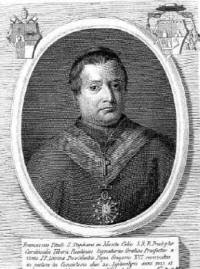
Francesco Kardinal Tiberi (ca. 1832)

Francesco Tiberi (* 4. Januar 1773 in Contigliano; † 28. Oktober 1839 in Rom) war ein italienischer Kardinal der Römischen Kirche.

## Leben

### Herkunft und frühe Jahre
Er entstammte einer Patrizierfamilie der Sabina sowie der Republik San Marino und war das zweite Kind von Antonio Tiberi und dessen Ehefrau Teresa Orsini. Francesco Tiberi besuchte ab 1741 das Collegio Nazareno der Piaristen und studierte 1790 bis 1791 am Archigymnasium La Sapienza. Nach einigen Jahren praktischer juristischer Arbeit bei den Rechtsanwälten Bernardino Ridolfi und Nicola Riganti wurde er am 17. März 1795 zum Doctor iuris utriusque promoviert und empfing am selben Tag die Tonsur, wodurch er in den Klerikerstand aufgenommen wurde.

### Kirchliche Laufbahn
Am 21. Mai 1795 trat Francesco Tiberi als Referendar an den Gerichtshöfen der Apostolischen Signatur in den Dienst der Kurie. Ab dem 11. Juli desselben Jahres war er Konsultor der Kongregation für die Ablässe und ab dem 30. November 1800 Relator der Kongregation für die Güterverwaltung. An der Apostolischen Signatur war er ab dem 28. März 1801 Koadjutor des Richters Paolo Emilio Petrucci, ferner war er Kanoniker der Basilika Santa Maria Maggiore. Am 2. November 1806 empfing er die Weihe zum Subdiakon.
Während der französischen Besatzung Roms wurde Francesco Tiberi zunächst nach Piacenza, 1812 dann nach Bastia auf Korsika deportiert, weil er sich geweigert hatte, den Franzosen den Treueid zu leisten. 1814 kehrte er nach Rom zurück und nahm seine Arbeit in der Apostolischen Signatur wieder auf. Vor dem 6. August 1814 wurde er zum Apostolischen Protonotar non participante ernannt. Im Juli 1815 findet er sich als Apostolischer Delegat in den Provinzen Macerata und Camerino. Ab dem 9. März 1816 war er Auditor der Römischen Rota sowie Konsultor der Ritenkongregation. Er wurde am 10. Juni 1823 Regent der Apostolischen Pönitentiarie. Am 9. Dezember desselben Jahres wurde er zum Mitglied der Kommission bestellt, die mit der Umsetzung des Motu proprio vom 6. Juli 1816 beauftragt waren, in dieser Funktion war er beteiligt an der Erarbeitung eines neuen Code Civile für den Kirchenstaat, das am 5. Oktober 1824 promulgiert wurde.
Am 2. Oktober 1826 wurde Francesco Tiberi zum Titularerzbischof von Athenae ernannt und empfing im Dezember desselben Jahres die Priesterweihe. Die Bischofsweihe spendete ihm am 27. Dezember 1826 in der römischen Kirche Santi Domenico e Sisto Kardinal Francesco Saverio Castiglioni; Mitkonsekratoren waren Pietro Caprano, Sekretär der Kongregation Propaganda Fide, und Kurienerzbischof Giovanni Giacomo Sinibaldi.
Francesco Tiberi wurde am 9. Januar 1827 Päpstlicher Thronassistent, am selben Tag wurde er zum Nuntius in Spanien ernannt.

### Kardinalswürde, letzte Jahre und Tod
Papst Gregor XVI. erhob ihn im Konsistorium vom 30. September 1831 in pectore zum Kardinal, dies wurde am 2. Juli 1832 publiziert. Den Kardinalshut erhielt Francesco Tiberi am 26. Juni 1834. Er wurde am 1. August 1834 zum Kardinalpriester mit Santo Stefano al Monte Celio als Titelkirche ernannt. Am 2. Juli 1832 wurde er mit dem persönlichen Titel eines Erzbischofs Bischof von Jesi. Die Leitung dieser Diözese legte er am 18. Mai 1836 nieder. Er wurde am 22. Februar 1837 Präfekt der Apostolischen Signatur.
Francesco Tiberi starb in Rom und wurde in seiner Titelkirche Santo Stefano al Monte Celio beigesetzt.